# رود شاوار
رود شاوار (به لاتین: Shavar River) یک رود در مغولستان است.